# Сторониче
Сторониче (укр. Сторониче) — село в Изяславском районе Хмельницкой области Украины.
Население по переписи 2001 года составляло 159 человек. Почтовый индекс — 30326. Телефонный код — 3852.

## Местный совет
Хмельницкая обл., Изяславский р-н, с. Борисов, ул. Ленина, 12